# Louis-Joseph Luçon
Pour les articles homonymes, voir Luçon.
Louis-Joseph Luçon, né le  28 octobre 1842 à Maulévrier (Maine-et-Loire) et mort le 28 mai 1930 à Reims (Marne), est un homme d'Église français, évêque de Belley puis archevêque de Reims, élevé au rang de cardinal par le pape Pie X en 1907.

## Biographie
Né à Maulévrier le 28 octobre 1842, Louis Henri Joseph Luçon fait ses études au séminaire d’Angers. Il est ordonné prêtre pour le diocèse d'Angers le 23 décembre 1856 et nommé vicaire à Saint-Lambert-du-Lattay. Charles-Émile Freppel, son évêque, chef de file du catholicisme intransigeant, le remarque et l’envoie à Rome pour y poursuivre ses études théologiques. Il y acquiert les grades de docteur en théologie et en droit canon en 1875. Après avoir été curé de La Jubaudière de 1875 à 1883 puis curé-archiprêtre de Notre-Dame de Cholet de 1883 à 1888,, il est nommé évêque de Belley le 8 novembre 1887, ordonné évêque le 8 février 1888 en l'église Notre-Dame de Cholet et installé le 24 février 1888. Ses sympathies pour l'Action française ne sont pas un mystère.
Le 21 février 1906, il est nommé archevêque de Reims où il arrive le 6 avril. Entre-temps, il est co-consécrateur de François-Marie Gieure, évêque de Bayonne, sacré à Rome par Pie X, le 25 février 1906. Le 16 décembre 1907, il est élevé au rang de cardinal par le pape Pie X et reçoit la titulature de cardinal-prêtre de Santa Maria Nuova.
La même année, lors de son expulsion de l’archevêché à la suite de la loi de séparation des Églises et de l’État, Louis-Joseph Luçon transféra le chrême dans une ampoule de verre qu’il emporta avec lui. Le baume du sacre est toujours conservé à l’archevêché de Reims.
Absent de Reims au moment de l’incendie de sa cathédrale en raison du conclave, il revient le 22 septembre 1914 dans sa ville pour ne plus la quitter jusqu’au 25 mars 1918, date à laquelle les autorités militaires lui imposent l’évacuation. Pendant toute cette période, il partage la vie des Rémois sous les bombes, réconfortant les sinistrés, visitant les soldats blessés dans les hôpitaux et ceux qui combattent dans les tranchées. Chaque vendredi, il accomplit dans sa cathédrale dévastée un chemin de croix par lequel il prend en charge symboliquement le martyre de Reims.
« Votre paroisse aujourd'hui, explique-t-il aux ecclésiastiques de Reims, c'est le régiment, c'est la tranchée, c'est l'ambulance.Vous y resterez peut-être. Et nos soldats n'y restent-ils pas ? Ne convient-il pas que la phalange sacerdotale, elle aussi donne son sang pour la Patrie ? ».
Pendant et après la guerre, le cardinal Luçon devient, au même titre que sa cathédrale, un de ces symboles de la France blessée que l’on montre aux personnalités étrangères. L’archevêque de Reims joue ce rôle pour des délégations que lui envoie, entre autres, le chef du Service des œuvres françaises à l’étranger, Jean Giraudoux, qui salue en lui « une grande voix française ». À ce titre, Louis Luçon reçoit fréquemment des Américains, du président Wilson le 26 janvier 1919 au candidat démocrate à la présidence James Middleton Cox en 1920, en passant par diverses délégations à qui il faut montrer « les ruines dont nous avons à nous relever ». Le cardinal dispose par ailleurs d’une grande autorité morale dans l’Église de France. Pendant la guerre, il partage, avec le cardinal Amette, archevêque de Paris, la présidence d’honneur du Comité catholique de propagande à l’étranger. En novembre 1918, il préside la réunion des évêques des régions dévastées. Il faut dire que la province ecclésiastique qu’il dirige comprend, avec les  diocèses de Châlons, Reims, Soissons, Beauvais et Amiens, une grande partie de l’ancienne ligne de front. Président de l’œuvre de secours aux églises dévastées, il entre alors dans la dernière phase de sa vie, celle des restaurations nécessaires : la restauration matérielle de son diocèse que les destructions imposent et la restauration de la France chrétienne que le nouveau climat politique rend envisageable.
Le cardinal Luçon a pour auxiliaire à Reims Ernest Neveux, évêque titulaire d'Arsinoé (de), sacré en l'église Notre-Dame d'Épernay le 29 juin 1915.
Louis-Joseph Luçon meurt à Reims le 28 mai 1930, en plein exercice de son sacerdoce, après avoir assisté à la dévastation puis à la reconstitution de son diocèse. Il est très aimé de la population et demeure dans le cœur des Rémois comme celui qui les a accompagnés pendant le martyre de leur ville durant la Première Guerre mondiale. Ses obsèques grandioses rassemblent beaucoup de monde, en particulier le maréchal Pétain et André Maginot, ministre de la guerre. Il repose dans le caveau des archevêques sous le maître-autel de la cathédrale de Reims.

## Hommages et distinctions
Le cardinal Luçon est nommé :
- Officier de la Légion d'honneur (11 août 1922)[10]
  -  Chevalier de la Légion d'honneur (16 janvier 1917), distinction remise des mains du président de la république Raymond Poincaré.

Afin d’élever un monument à la mémoire du cardinal Luçon, un timbre à son effigie, dessiné par Adrien Sénéchal, est vendu en 1931 par le comité formé par le comte Bertrand de Mun. Ce comité fait ériger, avec les fonds recueillis, l’église Saint-Louis de Reims pour réaliser l’un des derniers vœux du cardinal qui souhaitait faire édifier une chapelle dans le quartier de la Maison-Blanche ; une chapelle souvenir lui y est dédiée.
Un monument mémorial lui est dédié dans l'église de Notre-Dame de Cholet (1931).
Un mémorial est inauguré à Maulévrier, sa commune natale, le 10 novembre 2018.

## Galerie

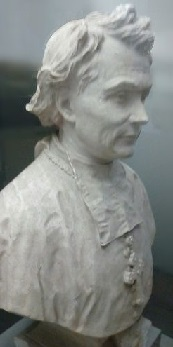
Buste du cardinal Luçon (1888), par F.Biron.
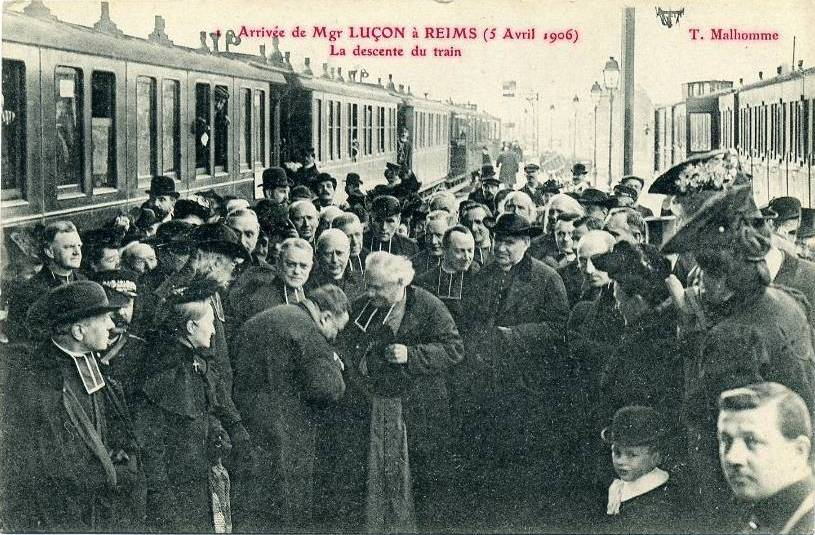
Arrivée du cardinal Luçon à Reims.
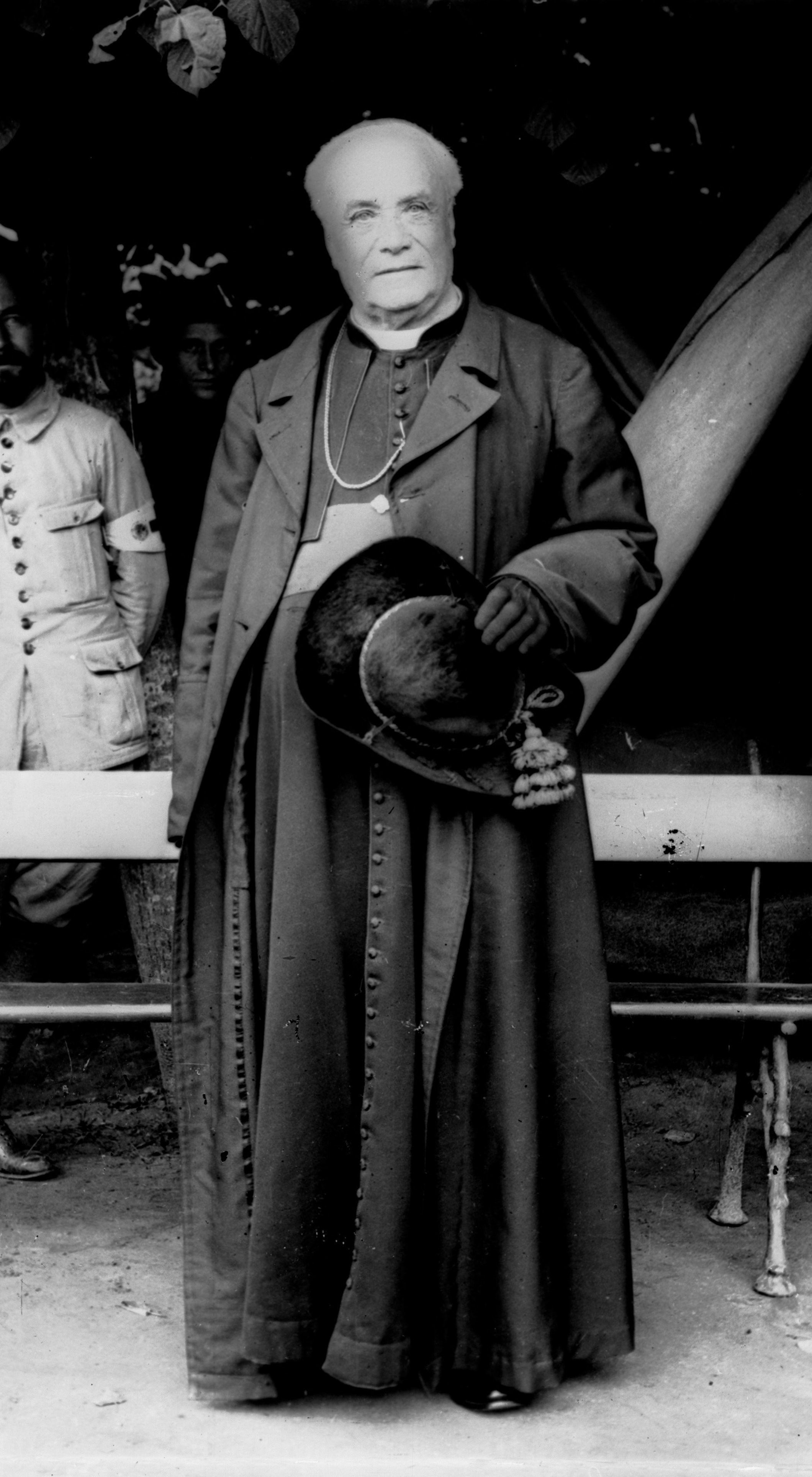
Le cardinal Luçon, archevêque de Reims 1915, médaillon par Ch.Maillard (1931).
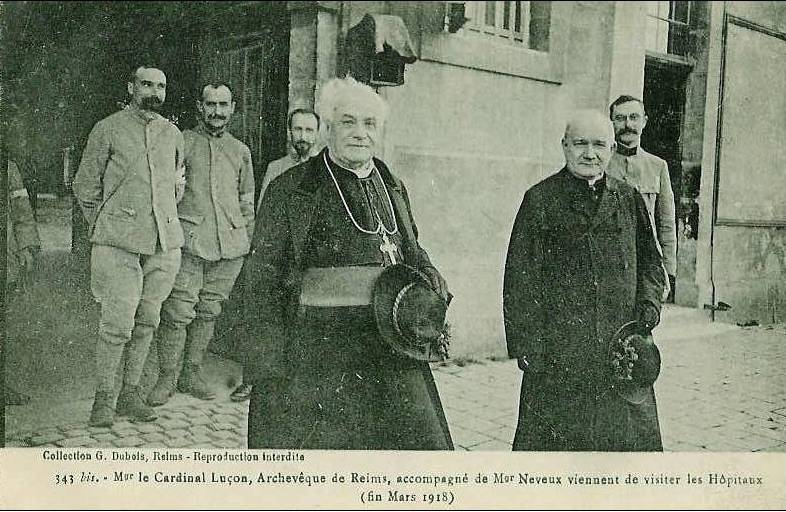
Le cardinal Luçon en mars 1918.

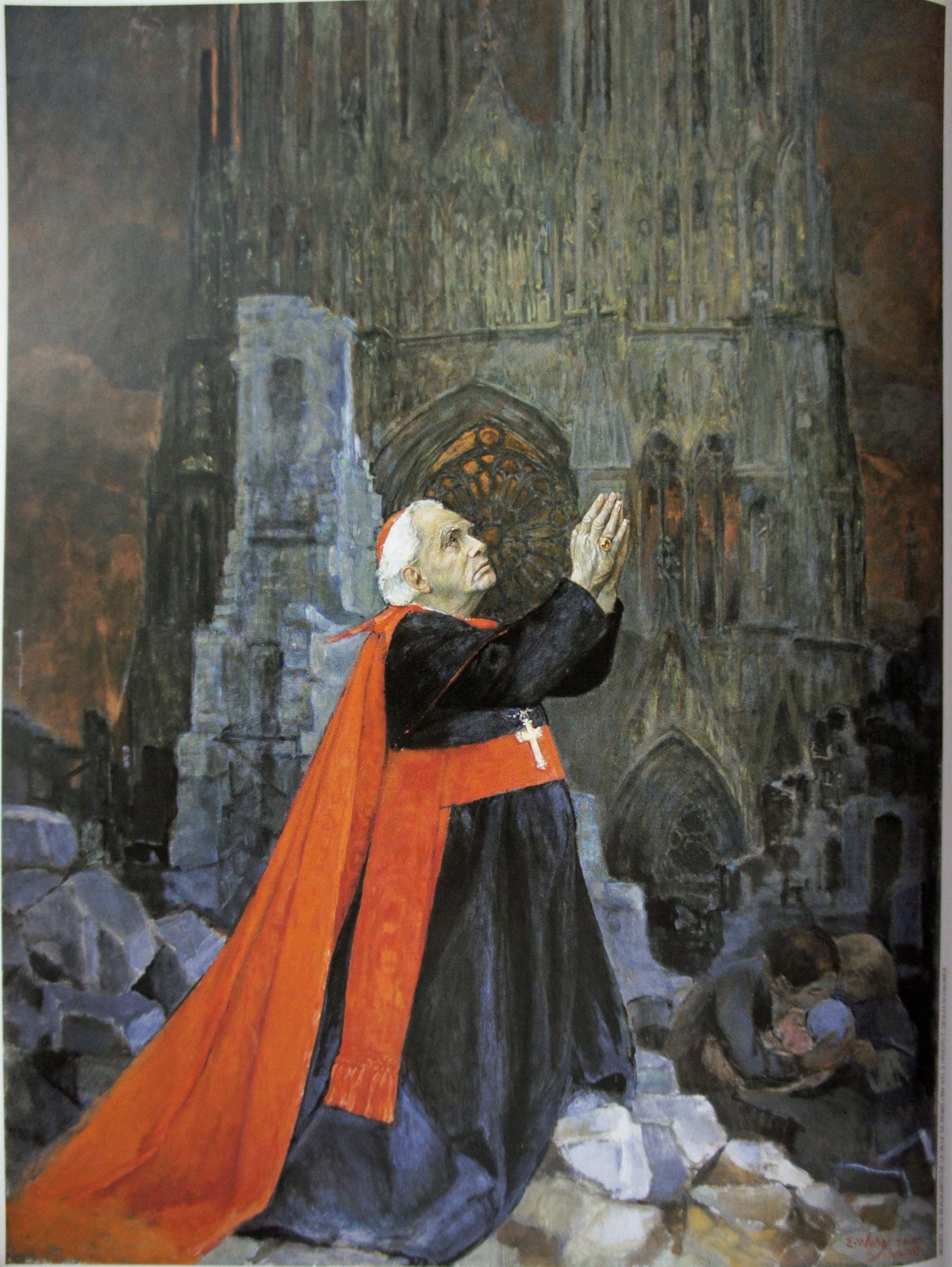
Hommage au Cardinal Luçon (Émile Auguste Wéry - 1920).
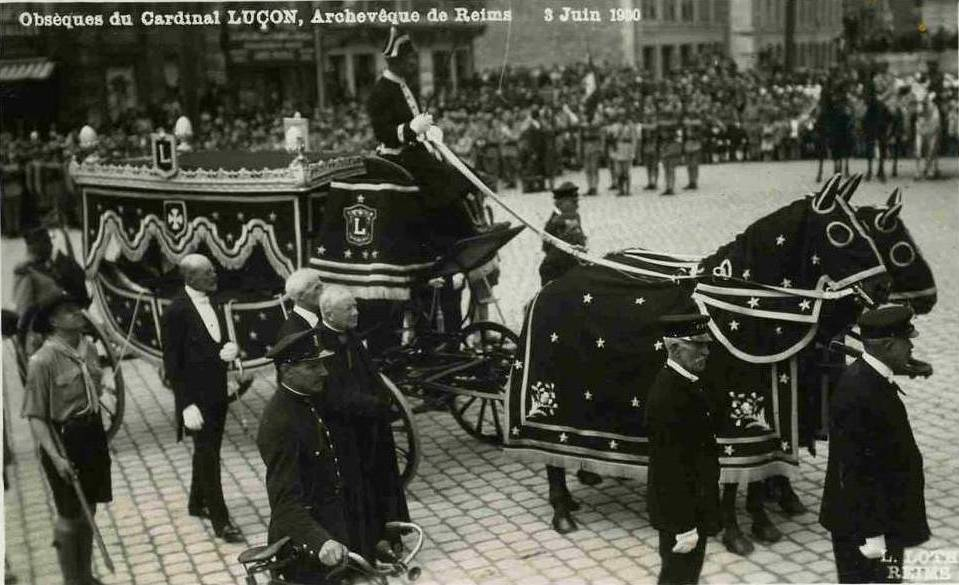
Obsèques du cardinal Luçon.